# Мухаммед II Ала ад-Дін
Ала ад-Дін Мухаммед II (علاءالدين محمد, Alā al-Dīn Muhammad, повне ім'я — Ала ад-Дунійа ва-д-Дін Абу-л-Фатх Мухаммад ібн Текеш) (1169—1220) — шах Хорезму в 1200—1220 рр. Молодший син хорезмшаха Текеша, від якого отримав у спадок величезну імперію зі столицею в Гурганджі.

## Правління МухаммедаII
Правління Мухаммеда II почалося з війни з Гуридами, яку викликало повстання небожа Гінду-хана (сина старшого брата Насир ад-Діна Малік-шаха). Війська Гуридів захопили велике місто Мерв, майже без бою зайняли Абівенд, Серахс і Нісу, взяли Нішапур та полонили брата хорезмшаха, якого відправили в Герат. Осадивши Герат, війська Мухаммеда протягом місяця намагалися прорвати його оборону. Лише після отримання відкупу хорезмшах зняв облогу. Одночасно на допомогу правителю Гуридів з Індії підійшли війська його брата — Шихаб ад-Діна. Після досить кровопролитної битви хорезмійцям довелося відступити. Переслідуючи війська Мухаммеда, Шихаб ад-Дін оточив хорезмійську столицю Гурганж, обороною якої керувала мати шаха — цариця Теркен-хатун. При підтримці каракитаїв Мухаммеду вдалося витіснити Гуридів за межі Хорезму та укласти мир, проте вони не залишали спроб розв'язати війну. Тільки після вбивства Шихаб ад-Діна в 1206 році ця небезпека щезла. Гуридська держава розпалася на частини, які незабаром попали в залежність від Хорезму.
Після перемоги над Гуридами Мухаммед став готуватися до війни з каракитаями. Проте в першій же битві каракитаї, які підкупили правителів Хорасану і Самарканду, розгромили армію хорезмшаха. Після цього Мухаммед на деякий час пропав з поля зору своїх наближених. Лише навесні 1208 року Мухаммед повернувся в Хорезм. Укріпивши свою владу, він приступив до рішучої боротьби з каракитаями, спираючись при цьому на підтримку мусульман каракитайської держави, що сприймали його як визволителя. В січні 1210 року в битві на рівнині Іламиш за річкою Сирдар'я каракитайські війська зазнали поразки.
До 1215 року влада хорезмшаха розповсюдилась на сам Хорезм, Мавераннахр, південний Туркменістан, Афганістан, Іран, Атрпатакан, а також на інші території. В 1217 році Мухаммед вирушив у похід на Багдад, один з духовних центрів мусульманського світу, бажаючи стати не тільки світським, але і духовним володарем. Проте при переході гірського перевалу його війська попали в снігопад та зазнали значних втрат. Мухаммеду довелося відмовитися від своїх планів та повернутися в Самарканд.
В 1218 році Чингісхан відправив до Мухаммеда послів з пропозицією укласти союз для спільної боротьби з конкурентами на сході та взаємовигідної торгівлі. Проте, насправді він замислив завоювати державу Хорезмшахів. Хорезмшах відмовився від переговорів з «невірними» і за пропозицією правителя Отрара Каїр-хана стратив послів-купців, а також сто монгольських офіцерів-шпигунів. Чингісхан зажадав видачі Каїр-хана, але у відповідь Мухаммед знову стратив одного з учасників наступного монгольського посольства.
Після перемоги над Кучлуком монгольське військо на чолі з Субедей-багатуром і Тохучар-нойоном наблизилось до кордонів Хорезму та зіштовхнулося з військами хорезмшаха. Праве крило хорезмського війська під командуванням сина Мухаммеда Джелал ад-Діна здобуло успіх на своєму фланзі та допомогло решті війська. До настання темряви жодна зі сторін не добилася вирішального успіху. Вночі монголи запалили вогнища та залишили поле битви.
Навесні 1219 року, не завершивши завоювання Китаю, Чингісхан надіслав 200-тисячну армію в Хорезм. При наступі військ Чингісхана на Хорезм Мухаммед II не наважився дати генеральну битву, залишивши свою армію розкиданою окремими частинами по містах та фортецях всієї держави. Один за одним під натиском монголів впали Отрар, Ходжент, Ташкент, Бухара, Самарканд, Балх, Мерв, Нішапур, Герат, Ургенч та інші хорезмські міста. Хорезмшах із залишками армії спочатку відступив у свої перські володіння, після чого втік з невеликим загоном в прикаспійську область, а потім на невеликий острів Абескун в Каспійському морі. Тут він помер від пневмонії.